# 全苞淡黄香薷
全苞淡黄香薷（学名：Elsholtzia luteola var. holostegia）为唇形科香薷属下的一个变种。

## 扩展阅读
- 維基物種上的相關：全苞淡黄香薷